# Hillerød Sogn
Hillerød Sogn er et sogn i Hillerød Provsti (Helsingør Stift).
I 1800-tallet var Hillerød Sogn et selvstændigt pastorat. Det lå i Hillerød Købstad, som geografisk hørte til Lynge-Frederiksborg Herred i Frederiksborg Amt. Sognet havde ikke haft egen kirke siden 1631, hvor en storm ødelagde den gamle trækirke i Hillerød. Men Frederiksborg Slotskirke i Frederiksborg Slotssogn fungerede også som Hillerød Sogns sognekirke. Den nuværende Hillerød Kirke er opført i 1874. 
I 1966 blev Frederiksborg Slotssogn sognekommune indlemmet i Hillerød Købstad. Ved kommunalreformen i 1970 blev  købstaden og slotssognet kernen i Hillerød Kommune.
I Hillerød Sogn findes følgende autoriserede stednavne:
- Hillerød (bebyggelse)
- Hillerød Bygrunde (bebyggelse, ejerlav)
- Hillerød Markjorder (bebyggelse, ejerlav)
- Hillerød Overdrev (bebyggelse, ejerlav)

Indtil begyndelsen af 1900-tallet hed Hillerød også Frederiksborg, hvorefter navnet Hillerød vandt som byens navn. Man kunne altid se om man var i købstaden eller i slotssognet, for i Hillerød var der fliser på fortovene og i Slotssognet var der asfalt på fortovene. Således var eksempelvis venstre side af Jespervej asfalteret, og højre side var med fliser – kommunegrænsen gik midt i vejen.